# 박테리오파지 λ

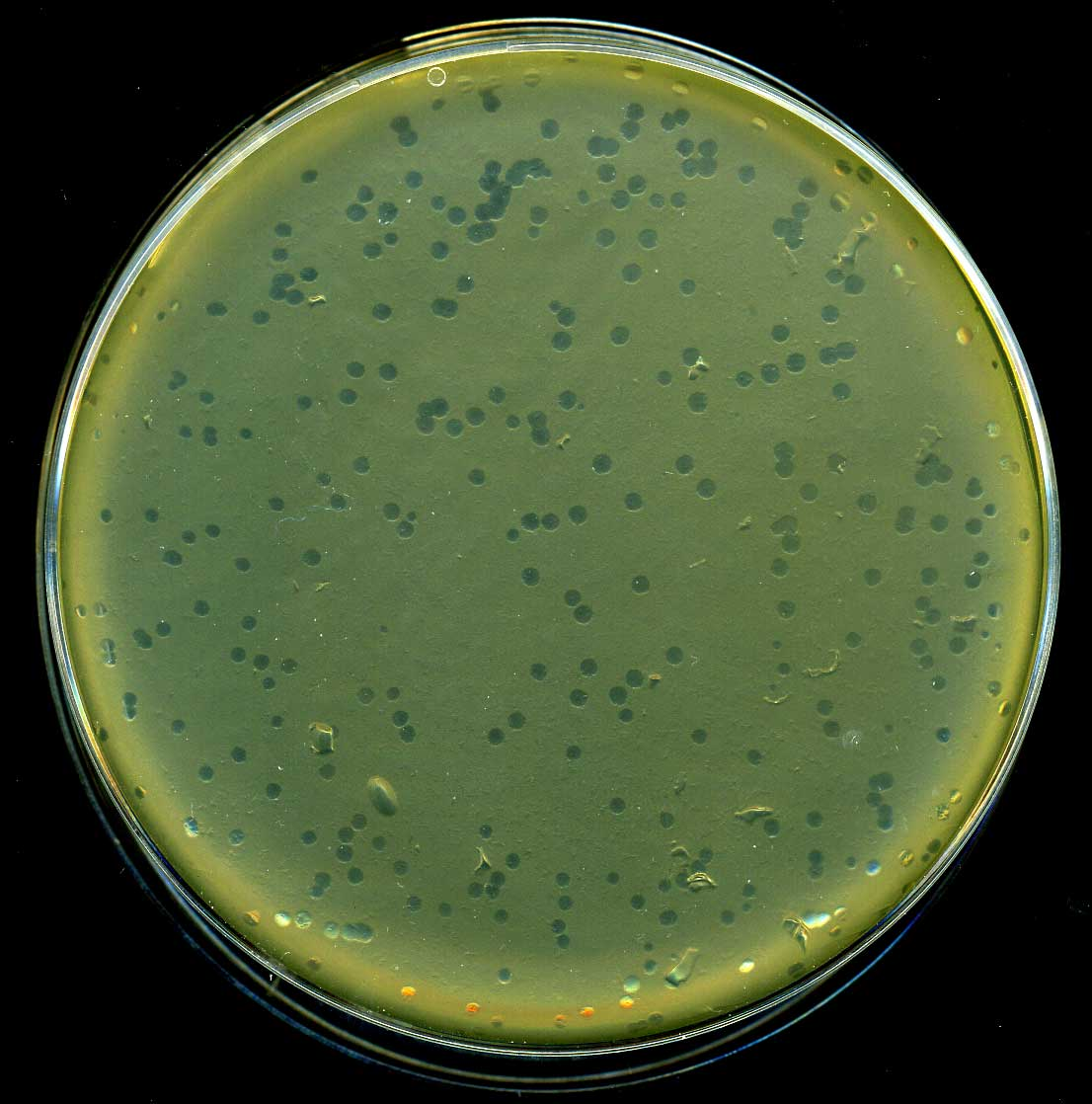

박테리오파지 λ(bacteriophage λ(lambda))는 바이러스의 일종으로, 박테리아인 Escherichia coli(E. Coli, 대장균)를 숙주세포로 삼기 때문에 박테리오파지로 분류된다. 간단히 람다 파지(lambda phage)라고 하기도 한다. 온건성 파지의 일종으로 대장균을 감염시켜 증식을 시킬 수도 있고, 또는 자신의 유전자를 대장균의 염색체에 끼워 넣은 후 파지의 증식에 관련된 유전자를 억제시킴으로써 대장균 내에서 프로파지 형태로 존재할 수 있다. 람다 파지는 Siphoviridae과에 속하는데, Siphoviridae과에 속한 파지들은 비수축성의 긴 꼬리를 가지고 있다.

## 구조
람다 파지는 최대 63nm의 직경을 가진 이십면체형의 머리와 최대 150nm의 길이를 가진 비수축성의 꼬리로 구성되어 있다. 람다 파지의 머리에는 유전물질인 하나의 이중 나선 DNA가 존재한다. DNA의 크기는 48,503베이스페어다. 꼬리의 말단 부분은 끝으로 갈수록 좁아지는 구조를 가지고 있다. 꼬리의 말단 부분에는 4개의 최대 85nm 길이의 꼬리 섬유가 있다.

## 생활사

### 용균성 생활사
용균성 생활사는 파지의 두 생활사중 하나인데, 용균성 생활사가 진행되면 숙주세포가 파괴되고 새로운 파지가 생성되어 방출된다. 용균성 생활사는 람다 파지가 대장균에 부착하는 것에서부터 시작한다. 람다 파지가 대장균에 부착하면 머리에 있던 DNA가 꼬리를 통해서 대장균의 세포질로 주입된다. 이후 람다 파지의 DNA와 단백질이 대장균의 효소 의해서 복제된다. 그 후 단백질을 이용해서 머리를 조립하고 DNA를 머리에 삽입시킨 후 꼬리를 붙여 람다 파지를 완성시킨다. 파지가 완성되면 람다 파지의 유전자에 의해 생성된 효소가 대장균 세포벽을 훼손시키고, 그 결과 대장균 세포는 삼투압을 버티지 못하여 파괴된다. 이와 동시에 완성된 람다 파지는 방출된다.

### 용원성 생활사
용원성 생활사에서는 람다 파지의 유전물질이 대장균의 세포질로 유입되더라도 숙주세포가 바로 파괴되지 않고, 그 대신 파지의 유전물질이 숙주세포의 DNA로 끼어들어가게 된다. 처음 람다 파지의 유전물질이 대장균으로 유입될 때에는 모두 용균성 생활사에 있으나, 몇 분 후에 용원성 생활사로 전환되기도 한다. 람다 파지가 용원성 생활사에 있는 경우 람다 파지의 유전자 중 일부만 발현되는데, 유전자 발현의 결과로 생성된 단백질은 나머지 람다 파지의 유전자의 발현을 억제시킨다. 대장균의 DNA에 끼여들어간 람다 파지의 DNA를 프로파지라고 한다.
람다 파지가 용원성 생활사에 있더라도 주변 환경의 변화에 따라 용균성 생활사로 다시 전환될 수 있다. 람다 파지를 포함한 많은 프로파지들은 자외선으로 인해서 용균성 생활사로 전환될 수 있다.

## 같이 보기
- 박테리오파지
- 용균성 생활사
- 용원성 생활사

## 참고 자료
- S. Robertson et al., Encyclopedia of life sciences, London: Nature Publishing Group, 2002.